# ゴールコンダ王国

ゴールコンダ王国
سلطنت قطب شاهی

ゴールコンダ王国（ゴールコンダおうこく、英: Golconda Sultanate）は、16世紀初頭から17世紀末にかけてインドのデカン地方に存在した、バフマニー朝が分裂してできたデカン・スルターン朝のひとつであるイスラーム王朝。クトゥブ・シャーヒー朝（英: Qutb Shahi dynasty）とも呼ばれる。首都はゴールコンダ、ハイダラーバード。

## 歴史

### 建国

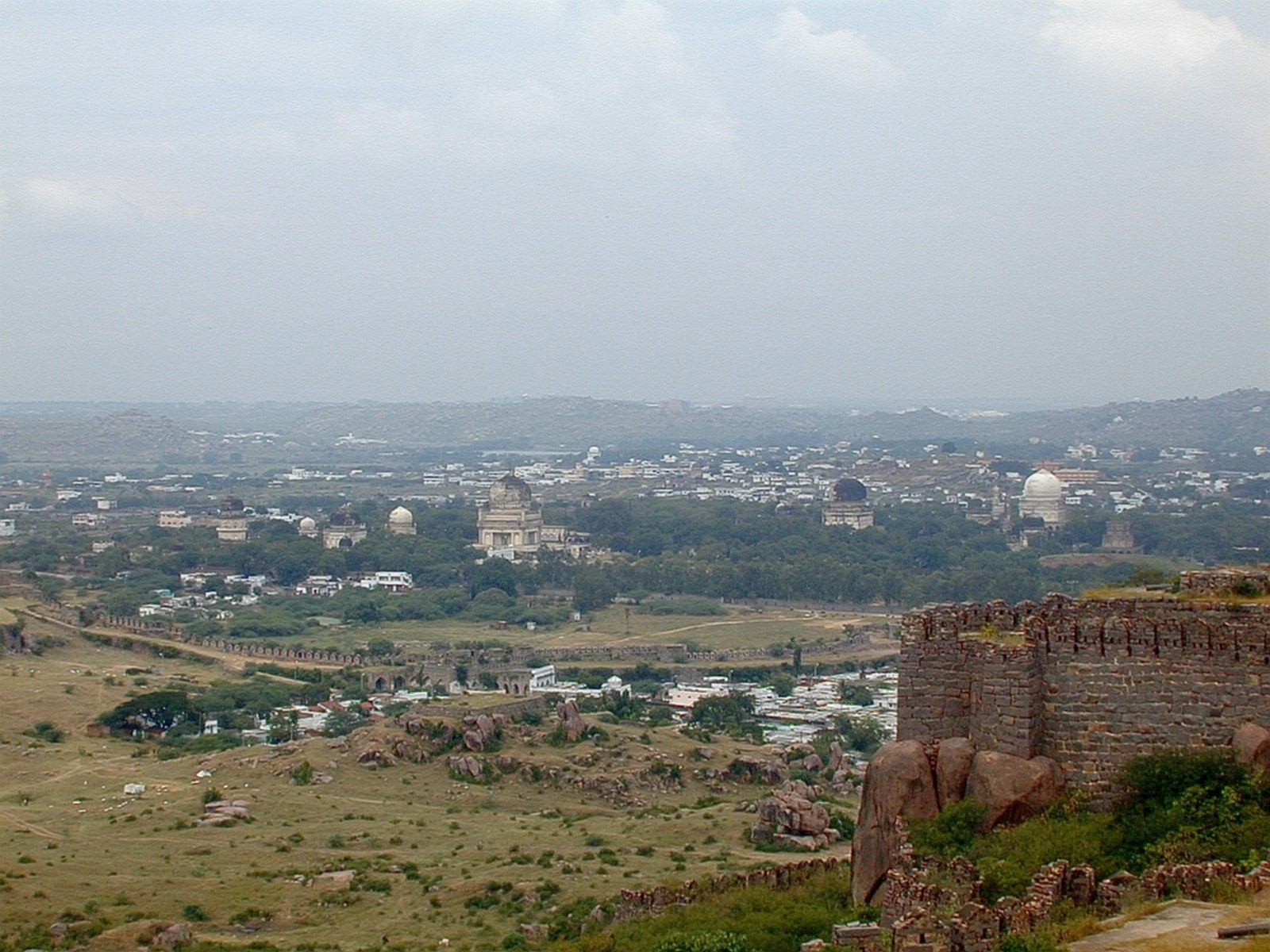
ゴールコンダ要塞から王陵墓を望む

デカン高原一帯を支配したバフマニー朝で、テランガーナ地方に問題が発生したため、ペルシア出身で黒羊朝の一族であったスルターン・クリー・クトゥブル・ムルクが同地方の総督として派遣された。クリー・クトゥブル・ムルクは、マフムード・シャーから幾つかの称号を授けられ、バフマニー朝の宰相となった。
1518年、彼は独立を宣言してゴールコンダ王国をうちたてた。そして、王国の首都をゴールコンダに定め、カーカティーヤ朝期の古ぼけた泥の砦を強固な石のゴールコンダ要塞都市として再造営した。彼の後継者もその事業を受け継ぎ、数多くの強固な増築がなされた。

### 内乱
クリー・クトゥブ・シャーは1543年にジャムシード・クリー・クトゥブ・シャー（在位1543年 - 1550年）に殺害された。しかし、1550年ジャムシードが死ぬと、その息子スブハーン・クリー・クトゥブ・シャー（在位1550年）はヴィジャヤナガル王国に亡命していたジャムシードの弟イブラーヒーム・クリー・クトゥブ・シャー（在位1550年 - 1580年）に討たれた。

### 最盛期

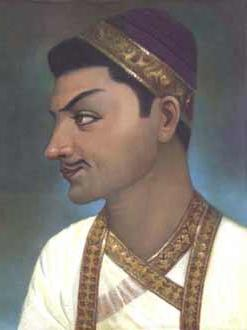
ムハンマド・クリー・クトゥブ・シャーの肖像

16世紀後半ヴィジャヤナガル王国が圧迫してくると、イブラーヒーム・クリー・クトゥブ・シャーはほかのムスリム5王国と同盟し、1565年ヴィジャヤナガル王国軍をターリコータの戦いで撃破した。
1580年イブラーヒームが死ぬと、息子のムハンマド・クリー・クトゥブ・シャー（在位1580年 - 1612年）が王となった。この王の治世下は、長らく平和で繁栄に満ちたものである一方、衰退するヴィジャヤナガル王国の領土にもたびたび侵入した。まさに、ゴールコンダ王国の絶頂期をもたらした王とされる。
1589年、ムハンマド・クリー・クトゥブ・シャーは、ムーシー川周辺が豊かな緑に覆われた土地であることに目をつけ、そこをゴールコンダ王国の王都に定めた。有名な言い伝えによると、そこにはチチェラムという村が存在したが（チャール・ミナールがあるあたり）、彼はこの新しい王都の名を、愛してやまなかった美しい踊り子であるバーグマティーにちなんで、バーグナガルと命名した。王からのこの贈り物に驚いた彼女は、ムスリムに改宗して、自身の名をハイダル・マハルという以前と全く異なるムスリム名に改めた。しかし、王はめげることなく王都の名をハイダラーバード（すなわち「ハイダルの町」）と改めた。
1611年に王が没すると、甥のスルターン・ムハンマド・クトゥブ・シャー（在位1612年 - 1626年）が王座を引き継ぎ、1614年にヴィジャヤナガル王ヴェンカタ2世が死ぬと、彼は王族間の内乱にも介入するなど、ヴィジャヤナガル王国に対しての圧迫を強めている（トップールの戦いなど）。

### 衰退と滅亡

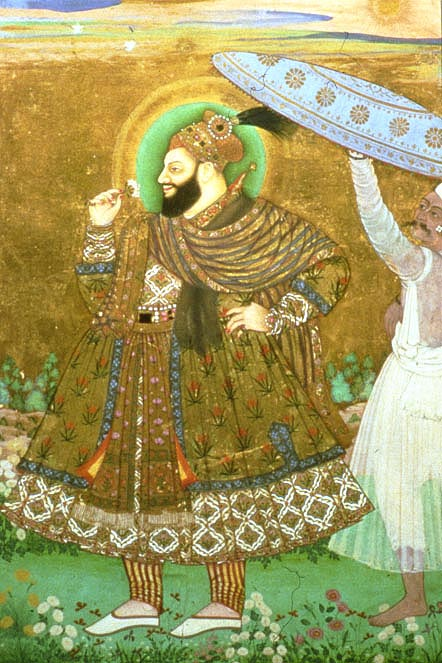
アブル・ハサン・クトゥブ・シャー

1626年にスルターン・ムハンマド・クトゥブ・シャーが没すると、ムガル帝国の圧迫によりゴールコンダ王国は徐々に衰退へと向っていくが、滅亡までにはさらに60年の歳月を要し、二人の王－アブドゥッラー・クトゥブ・シャー（在位1626年-1672年）（スルターン・ムハンマドの息子）、およびアブル・ハサン・クトゥブ・シャー（在位1672年－1687年）（アブドゥッラーの娘婿であり、そしてゴールコンダ王国初代の従兄弟の曾孫）がこの王国の末期を飾った。
ムガル帝国の版図拡大政策により、1687年ゴールコンダ王国はアウラングゼーブ皇帝指揮の第三次遠征軍の大攻撃をうけた。ゴールコンダ王国軍は、難攻不落のゴールコンダ要塞に篭城して、長期にわたる包囲攻城戦をよく持ちこたえていた。しかし、アフガニスタン戦士アブドゥッラー・ハーンの裏切りにより戦局は一転。彼は遠征軍に内通し、同年（1687年）9月21日早朝に、守備兵員が手薄となっていたキールキー城門から、密かにムガル帝国軍を迎え入れた。ゴールコンダ王国守備軍は、完全に無防備を襲われ、防御線を瞬く間に破られてしまう。かくしてゴールコンダ要塞は、この年ついにアウラングゼーブ帝遠征軍のまえに陥落する。これは、同時にゴールコンダ王国の滅亡でもあった。

### 王たちの偉業
ゴールコンダ王国の統治期は、アーンドラ・プラデーシュ州における建築および芸術の黄金時代であった。歴代ゴールコンダ王国の王たちは偉大な建築家であり、また建設をこよなく愛していた。彼らの統治期に、数え切れない宮殿や邸宅（後のムガル帝国遠征軍により徹底的に破壊され、灰燼と帰したが）、壮麗なモスク、そして数えきれないほどの湖や溜池が造営された。これらは18世紀に帝国から独立したニザーム王国のもとで活躍した。
また王国中葉の王は、アーンドラ・プラデーシュ州の在来言語であるテルグ語を保護し、教養階級の公用語であったアラビア語、ペルシア語、およびウルドゥー語と同様に奨励したことでも知られる。

## 歴代君主
1. スルターン・クリー・クトゥブ・シャー（在位：1518年 - 1543年）
2. ジャムシード・クリー・クトゥブ・シャー（在位：1543年 - 1550年）
3. スブハーン・クリー・クトゥブ・シャー（在位：1550年）
4. イブラーヒーム・クリー・クトゥブ・シャー（在位：1550年 - 1580年）
5. ムハンマド・クリー・クトゥブ・シャー（在位：1580年 - 1612年）
6. スルターン・ムハンマド・クトゥブ・シャー（在位：1612年 - 1626年）
7. アブドゥッラー・クトゥブ・シャー（在位：1626年 - 1672年）
8. アブル・ハサン・クトゥブ・シャー（在位：1672年 - 1699年）